# Phạm Ngọc Lan
Phạm Ngọc Lan (1934–2019) là một tướng lĩnh Quân đội nhân dân Việt Nam, hàm Thiếu tướng. Tuy nhiên, ông thường được nhiều người biết đến với tư cách là phi công Việt Nam đầu tiên bắn rơi máy bay Mỹ trong không chiến vào ngày 3 tháng 4 năm 1965.

## Thiếu thời
Ông sinh ngày 19 tháng 2 năm 1934, tại xã Điện Nam, huyện Điện Bàn, tỉnh Quảng Nam, trong một gia đình trung nông. Thuở nhỏ, do điều kiện gia đình, ông được cho đi học tiểu học tại quê nhà.
Sau Cách mạng tháng 8 năm 1945 chưa đầy một tháng sau, quân Pháp trở lại tái chiếm Nam Bộ và mở rộng chiến trường ra các vùng ven biển miền Trung. Ông bỏ dở việc học, theo gia đình tản cư lên miền núi, sống tại thôn Kỳ Lộ, xã Xuân Quang, huyện Đồng Xuân, tỉnh Phú Yên, tham gia canh tác sản xuất, chăn nuôi kiếm sống. Riêng cha ông, lúc này thoát ly gia đình, làm nhân viên cứu thương trong chiến trường Buôn Mê Thuột.

## Từ liên lạc viên đến chiến sĩ
Tháng 12 năm 1948, sau nhiều lần thuyết phục gia đình, ông xin vào công tác tại Ty Công an Đắc Lắc khi mới 14 tuổi. Do còn quá nhỏ, ông chỉ được phân công làm nhiệm vụ nấu cơm, cấp dưỡng; về sau do tính lanh lợi, biết bơi, cưỡi ngựa, ông được cấp trên chuyển sang làm công tác liên lạc. Không lâu sau, do từng được đi học trước năm 1945, tháng 1 năm 1949, ông được điều về làm văn thư bảo mật cho Ủy ban Kháng chiến Hành chính Đắc Lắc. Tháng 10 năm đó, ông sang Tỉnh đội Đắc Lắc làm công tác văn thư.
Dù thể hiện ý nguyện được tham gia chiến đấu, nhưng ông nhiều lần bị từ chối vì còn quá nhỏ. Mãi đến năm 18 tuổi, tháng 7 năm 1952, ông mới được chính thức nhập ngũ và là chiến sĩ văn thư Ban Chính trị Trung đoàn 84 Nơ Trang Long Liên khu 5. Từ tháng 1 năm 1953, ông lần lượt là chiến sĩ, tiểu đội phó, tiểu đội trưởng thuộc Đại đội 602, Tiểu đoàn 30, Trung đoàn 96, Đại đoàn 305. Kể từ khi tham gia đánh trận đầu, Trận đèo An Khê, trên đường 19, cho đến khi ngừng bắn năm 1954, ông đã tham gia chiến đấu trên 10 trận từ Pleiku đến Quy Nhơn và dọc tuyến đường số 1 từ Nha Trang đến Quảng Nam, bắt sống 6 tù binh, trong đó có một lính Pháp.

## Trở thành phi công ngoài dự kiến
Cuối năm 1954, ông tập kết ra Bắc cùng với đơn vị. Với thành tích chiến đấu, tháng 1 năm 1955, ông được cử đi học bổ túc tại Trường Văn hóa của Bộ Tổng Tư lệnh tại Kiến An, nhằm mục đích tuyển chọn đào tạo nguồn sĩ quan trong tương lai.
| “               | "Lúc trả lời nguyện vọng ngành học, tôi đáp ngay là muốn học lái xe tăng. Vì thời đó, bộ đội ta toàn phải chạy bộ đánh giặc, trong khi hình ảnh oai hùng của chiếc xe tăng trong bộ phim Công phá Berlin vẫn để lại trong tôi ấn tượng vô cùng sâu sắc, tốt đẹp". | ” |
| — Phạm Ngọc Lan | |   |

Tuy khởi đầu kết quả không khả quan, vào lớp 5 với kết quả đậu vớt trong kỳ phân loại, nhưng chỉ trong 1 năm, ông nhanh chóng hoàn tất chương trình 10 năm với kết quả xuất sắc .
Sau khi tốt nghiệp, hầu hết các học viên đều được cử đi học thêm ở nước ngoài. Vì vậy, ông cùng các bạn đồng môn trải qua thêm một thời gian học ngoại ngữ. Với kết quả học tập xuất sắc và kiểm tra sức khỏe tốt, dù đã đăng ký ý nguyện học về ngành xe tăng, ông lại được cử đi học... lái máy bay.
| “               | "Tôi kinh ngạc hết sức khi hay tin. Bởi thời đó, ta làm gì có máy bay. Nghĩ đến chuyện được lái xe tăng là đã ghê gớm lắm rồi. Nghĩ đến chuyện lái máy bay trên trời, tôi thấy giống như chuyện viễn tưởng". | ” |
| — Phạm Ngọc Lan | |   |

Tháng 10 năm 1956, ông sang Trung Quốc theo học tại Trường Không quân số 3, cao nguyên Vân Quý, Vân Nam, với chức vụ Trung đội trưởng. Trong quá trình học tập, ông luôn ở trong nhóm dẫn đầu với 8 môn lý thuyết đạt 80 điểm, tức là toàn điểm 10. Ông còn là học viên duy nhất làm bài thi bằng tiếng Trung Quốc.
Sau gần 8 năm học tập và huấn luyện, sáng ngày 6 tháng 8 năm 1964, ông dẫn đầu đội hình của Trung đoàn 921 – Đoàn Không quân Sao Đỏ với 33 chiếc máy bay chiến đấu kiểu MiG-17A, 3 chiếc máy bay huấn luyện kiểu MiG-15UTI hạ cánh xuống sân bay Nội Bài, chỉ sau đúng một ngày diễn ra Sự kiện Vịnh Bắc Bộ. Đoàn được đích thân Đại tướng Tổng Tư lệnh Võ Nguyên Giáp ra đón.
Sau khi về nước, Biên đội trực chiến đầu tiên được thành lập. Ông được phân công vai trò bay số 1 và là Biên đội trưởng. Trong vai trò này, ông cùng các phi công tập luyện các kỹ thuật bay trên bầu trời Bắc Việt Nam để chuẩn bị cho các cuộc giao chiến sau này. Tháng 1 năm 1965, ông được bổ nhiệm giữ chức vụ Chủ nhiệm dẫn đường Trung đoàn Không quân 921, hàm Trung úy.

## Người Việt Nam đầu tiên hạ máy bay Mỹ trong không chiến
Ngày 3 tháng 4 năm 1965, ông tham gia vào trận đánh đầu tiên của Không quân Nhân dân Việt Nam, tấn công các máy bay của Hải quân Mỹ đang tập kích vào khu vực cầu Hàm Rồng – một cây cầu huyết mạch, yết hầu trên tuyến chi viện Bắc Nam.
Theo kế hoạch dự kiến của các chỉ huy Không quân Việt Nam, các máy bay Mỹ sẽ xuất phát từ hàng không mẫu hạm, qua điểm kiểm tra Hòn Mê để tập kích vào khu vực Hàm Rồng. Do đó, một biên đội do Đại úy Trần Hanh chỉ huy gồm Số 1 (mã hiệu 01) – Trần Hanh và số 2 (mã hiệu 03)– Phạm Giấy, sẽ làm nhiệm vụ nghi binh, xuất phát từ Nội Bài, bay dọc đường số 1, tiến về Nho Quan, sau đó sẽ bay chờ ở Cẩm Thủy để dẫn dụ tiêm kích đối phương rời xa khu vực chiến đấu. Sau đó, biên đội công kích do Phạm Ngọc Lan chỉ huy gồm số 1 (mã hiệu 05) – Phạm Ngọc Lan, số 2 (mã hiệu 06) – Phạm Văn Túc, số 3 (mã hiệu 07) – Hồ Văn Quỳ, số 4 (mã hiệu 08) – Trần Minh Phương, sẽ bay thấp dọc ven núi để tránh rada đối phương, theo hướng Tam Điệp, tiến vào khu vực chiến đấu từ hướng Hà Trung, lợi dụng thời cơ để tấn công. Trung tá Hoàng Ngọc Diêu được giao nhiệm vụ chỉ huy toàn bộ trận đánh.
Vào lúc 7 giờ, các đài rađa cảnh giới Việt Nam phát hiện một tốp máy bay Mỹ bay vào trinh sát khí tượng và mục tiêu. Lúc 9 giờ 40 phút, 60 lần máy bay cường kích các loại của Hải quân Mỹ cùng lúc bay vào đánh phá cầu Tào, cầu Đò Lèn và cầu Hàm Rồng. Lúc 9 giờ 47, biên đội nghi binh và yểm hộ cất cánh. Một phút sau biên đội tiến công cũng cất cánh theo kế hoạch đã dự kiến.
Lúc 10 giờ 09 phút, biên đội tiến công phân làm hai tốp, tiến vào khu vực tấn công, lợi dụng thế bất ngờ chiến thuật, khuấy đảo buộc các máy bay cường kích A-4 phải bỏ mục tiêu, đồng thời tiến hành không chiến với các máy bay tiêm kích F-8E hộ tống. Ban đầu, số 2 Phạm Văn Túc khai hỏa nhưng không trúng mục tiêu do tính sai khoảng cách. Phạm Ngọc Lan lệnh cho số 2 bình tĩnh, giữ đúng vị trí yểm hộ rồi cho máy bay vào tới cự ly bắn có hiệu quả và bắn trúng đối phương. Chiếc F-8E bị hạ thuộc biên chế Phi đoàn VF-211 Hải quân Hoa Kỳ, do Thiếu tá Spence Thomas điều khiển đã bị trúng đạn và hỏng nặng. Chiếc máy bay này sau đó vẫn cố bay về và hạ cánh tại sân bay Đà Nẵng nhưng đã bị hư hỏng hoàn toàn và được tính là bị bắn rơi. Với chiến công này, Phạm Ngọc Lan trở thành phi công Việt Nam đầu tiên bắn rơi máy bay Mỹ trong không chiến.
Đội hình máy bay Hải quân Mỹ sau phút bất ngờ cũng tìm cách chống trả. Tuy nhiên, lúc 10 giờ 17 phút, số 2 Phạm Văn Túc bắn hạ tiếp một F-8E. Bên cạnh đó, các khẩu đội phòng không của Việt Nam cũng bắn rơi và bị thương nhiều máy bay Mỹ, yểm hộ cho cả hai biên đội máy bay của Việt Nam thoát về an toàn.

## Cú hạ cánh ngoạn mục bằng thân máy bay
Sau khi chỉ huy biên đội bắn hạ 2 chiếc F-8E, ông hạ lệnh cho các đồng đội trở về. Tuy nhiên, do phát hiện 1 chiếc F-8E đơn độc bay vòng lại, ông quay lại thế công kích để yểm hộ toàn biên đội rút lui an toàn, một mình tiếp tục truy đuổi máy bay đối phương đang tìm cách thoát ra phía biển. Ông bám sát suốt từ Hàm Rồng về đến cửa Thái Bình mới bắn trúng được đối phương. Tuy nhiên, chiếc F-8E may mắn này chỉ bị thương, vẫn thoát được ra biển và phi công được Hải quân Mỹ tiếp cứu sau đó.
Đến lúc này ông mới phát hiện chiến máy bay MiG-17A do mình điều khiển đã gần hết nhiên liệu, trục la bàn bị gãy do thực hiện quá nhiều độc tác ngoặc gấp, không còn định hướng được nữa. Ông điện về báo cáo với chỉ huy rồi tự tính toán, phán đoán đường bay, lần theo tả ngạn sông Hồng ngược về căn cứ. Khi máy bay báo hết nhiên liệu, ông xin chỉ thị cấp trên 2 lần và đều được lệnh khẩn phải nhảy dù ngay ra khỏi máy bay để bảo toàn sự sống. Tuy nhiên, ông chần chừ vì "Lúc ấy nghĩ xót quá. Chiếc máy bay này vừa mới cùng mình lập chiến công, bỏ đi không đành. Mà bỏ đi là bỏ cả đống của chứ ít đâu". Vì vậy, ông quyết định hạ cánh bằng thân máy bay tại một bãi bồi trồng ngô ven sông Đuống.
Hạ cánh bằng thân máy bay trên mặt đất là một quyết định mạo hiểm, nhất là với điều kiện hoàn toàn không có phương tiện cứu hộ nếu có sự cố xảy ra. Vì vậy trường hợp hạ cánh của Phạm Ngọc Lan là một trong số ít trường hợp hạ cánh hy hữu trên thế giới. Với bản lĩnh, kỹ thuật và một chút may mắn, ông đã hạ cánh thành công mà không phải bỏ máy bay. Dù vậy, bản thân ông cũng bị thương nhẹ do bị va đập mạnh và bị kính buồng vỡ đâm vào mặt. Tuy cú hạ cánh mạo hiểm của ông thành công, chiếc máy bay vẫn bị hư hỏng nặng không thể bay được nữa, nên về sau được các kỹ sư tháo phụ tùng để dùng cho máy bay khác.

## Hai lần quân ta bắt... quân mình
Khi tỉnh lại sau cú hạ cánh mạo hiểm, ông phát hiện rất nhiều người dân địa phương vũ trang tiến lại bao vây để bắt sống viên phi công mà họ cho là "giặc lái Mỹ". Rất dễ hiểu bấy giờ lực lượng không quân Việt Nam quá hiếm hoi và việc một phi công Việt Nam đột ngột hạ cánh xuống một địa phương hẻo lánh là một điều gần như không thể xảy ra.
Sau một hồi kiểm tra giấy tờ và nghe thanh minh của ông, dân làng chuyển thái độ vui mừng và kéo đến để tận mắt chứng kiến sờ, nắn phi công và máy bay. Mãi một lúc lâu sau, ông mới có thể điện báo về sở chỉ huy, lúc đó cho rằng nhiều khả năng ông đã hy sinh vì bị rơi máy bay.
Không lâu sau đó, vào ngày 6 tháng 11 năm 1965, trong một lần truy kích máy bay Mỹ trên bầu trời Sơn La, sau khi bắn bị thương một máy bay trực thăng CH-3C của Không quân Mỹ tiếp cứu phi công Mỹ nhảy dù, ông bị bắn rơi. Dù may mắn kịp bung dù, ông vẫn bị va đập mạnh với các thân cây ở vùng rừng già và bị vướng dù trên cành cây cao, buộc phải tháo dây đai để bám vào thân cây mà tuột xuống.
Cũng như nửa năm trước, ông lại phát hiện rất nhiều người dân địa phương đang lùng bắt "giặc lái". Lại thêm một lần dở khóc dở cười, ông lại được dân chúng bao vây với sự nhiệt tình. Ông được cõng về bản, được gọi y tá đến chăm sóc chữa trị và nhận được rất nhiều quà của người dân biếu tặng.

## Tham gia công tác huấn luyện và chỉ huy
Thực ra, cú hạ cánh tháng 11 không nhiều may mắn thuận lợi như lần trước. Cột sống bị ảnh hưởng nghiêm trọng buộc ông phải điều dưỡng một thời gian. Sau khi ông bình phục, giữa năm 1966, cấp trên đã cho ông đi học chuyển loại MiG-21 tại Liên Xô. Sau khi về nước, cấp trên đã rút ông khỏi nhiệm vụ chiến đấu, chuyên tâm vào nhiệm vụ dẫn đường và huấn luyện các phi công trẻ kế thừa. Lúc này ông được thăng hàm Thượng úy.
Tháng 4 năm 1967, ông được thăng Đại úy và được cử làm Trung đoàn phó Trung đoàn Không quân 921. Năm 1969, ông được cử làm Chủ nhiệm Kỹ thuật bay Bộ Tư lệnh Không quân Quân chủng Phòng không Không quân.
Tháng 9 năm 1973, ông được tiếp tục cử đi học tập tại Học viện Không quân Gagarin của Liên Xô. Sau khi về nước, tháng 7 năm 1974, ông được cử làm Trưởng phòng Tác huấn Không quân Bộ Tham mưu Quân chủng Phòng không Không quân, hàm Thiếu tá.
Tháng 4 năm 1975, ông được Bộ Tư lệnh Quân chủng cử vào chỉ đạo, tham gia tiếp quản Sân bay Đà Nẵng. Sau đó ông nhận lệnh bí mật đến sân bay Thành Sơn nghiên cứu chọn lựa một số khí tài quân sự vừa thu được, khẩn trương lập phương án đào tạo ngắn ngày hiệu quả nhất để các phi công Không quân Nhân dân Việt Nam nhanh chóng có thể sử dụng máy bay A37 tập kích vào sân bay Tân Sơn Nhất. Khi trận đánh diễn ra, ông là người trực tiếp chỉ huy dẫn đường cho Phi đội Quyết Thắng hoàn thành nhiệm vụ.
Sau năm 1975, ông lần lượt giữ các chức vụ như sau:
- Tháng 5 năm 1977, Tham mưu phó Quân chủng Không quân.
- Tháng 8 năm 1977, theo học tại Học viện Chính trị Quân sự.
- Tháng 7 năm 1978, Tham mưu phó Quân chủng Không quân (lần thứ hai).
- Tháng 8 năm 1978, Sư đoàn phó Sư đoàn 371 Không quân.
- Tháng 4 năm 1979, Sư đoàn trưởng Sư đoàn Không quân 370 mới thành lập.
- Tháng 7 năm 1981, Chủ nhiệm dẫn đường Quân chủng Không quân.
- Tháng 11 năm 1982, quyền Cục trưởng Cục Huấn luyện Nhà trường, Quân chủng Không quân.
- Tháng 12 năm 1985, Cục trưởng Cục Huấn luyện Nhà trường Quân chủng Không quân.
- Tháng 6 năm 1994, Phó Cục trưởng Cục Huấn luyện Chiến đấu Bộ Tổng Tham mưu.

Ông được thăng hàm Thiếu tướng tháng 6 năm 1992.

## Chiến tích và cuộc sống riêng
Thiếu tướng Phạm Ngọc Lan nghỉ hưu tháng 8 năm 1999. Sau khi nghỉ hưu, ông về sống ở nhà riêng ở số 192 đường Trường Chinh, Hà Nội.
Tuy được ghi nhận bằng máy ảnh đã từng 3 lần khai hỏa vào máy bay Mỹ, nhưng thành tích chính thức của ông được ghi nhận chính là chiếc F-8E đầu tiên. Vì vậy, những lần xuất hiện, ông luôn đeo một chiếc Huy hiệu Bác Hồ, dành cho các phi công đã bắn hạ máy bay Mỹ, để kỷ niệm chiến tích đầu tiên này.
Ông được xem là người rất yêu âm nhạc, thời trẻ từng tìm cách xin một cân đàn đại phong cầm chiến lợi phẩm về để tập đệm đàn.
| “ | "Nhìn thấy cây đàn, tôi mê quá vì hồi đó sau mỗi lần chiến thắng, anh em lại hát hò nhưng không có đàn. Tôi hội ý tiểu đội, quyết định xin mang cây đàn về. Cả tiểu đội hò nhau khiêng đàn cả một quãng đường dài, đến 9h sáng hôm sau đưa vào vườn chuối ngụy trang. Mò mẫm cả ngày, đến tối, tôi đã khớp nhạc cho anh em hát bài "Vì nhân dân quên mình". Suốt đêm ấy, tất cả mọi người chỉ hát bài này, nhưng vẫn vui vì có nhạc...". | ” |

Ông qua đời ngày 14 tháng 6 năm 2019 tại Hà Nội, thọ 85 tuổi.

## Tặng thưởng
- Huân chương Quân công hạng Ba,
- Huân chương Chiến thắng (chống Pháp) hạng Nhất,
- Huân chương Kháng chiến chống Mỹ hạng Nhất,
- Huân chương Chiến công (hạng Nhất, Nhì, Ba),
- Huân chương Chiến sĩ vẻ vang (hạng Nhất, Nhì, Ba),
- Huy chương Quân kỳ Quyết thắng,
- 1 Huy hiệu Bác Hồ (dành cho các phi công bắn rơi máy bay Mỹ),
- Huy hiệu 40 năm tuổi Đảng.
- Anh hùng lực lượng vũ trang nhân dân [7].